# Pawieł Mieszyk
Pawieł Jakowlewicz Mieszyk (ros. Па́вел Я́ковлевич Ме́шик, ur. 10 grudnia?/23 grudnia 1910 w Konotopie, zm. 23 grudnia 1953) – generał porucznik radzieckich organów bezpieczeństwa i kontrwywiadu wojskowego, m.in.: szef (komisarz) NKGB na Ukrainie i zastępca Wiktora Abakumowa szefa Głównego Zarządu Kontrwywiadu Smiersz.
Po upadku Ławrientija Berii aresztowany w czerwcu 1953 roku wraz z W. Mierkułowem, B. Kobułowem W. Diekanozowem i L. Włodzimirskim i pod koniec grudnia tego samego roku rozstrzelany.

## Życiorys

### Wykształcenie i przynależność polityczna
Pochodził z rodziny robotniczej. Do szkoły uczęszczał w rodzinnym mieście, gdzie ukończył różne kursy, m.in. w zawodowej szkole technicznej. Uczył się także w instytucie energetycznym w Kujbyszewie i Kamieńcu Podolskim. W 1925 roku, w wieku piętnastu lat wstąpił do Komsomołu, którego członkiem był do 1938 roku. W listopadzie 1930 roku został członkiem WKP(b).

### Służba w organach bezpieczeństwa
Służbę w organach bezpieczeństwa, wówczas Zjednoczonym Państwowym Zarządzie Politycznym (OGPU) rozpoczął w marcu 1932, od ukończenia kursu w Wyższej Szkole OGPU, do której uczęszczał od kwietnia 1932 do lutego 1934, następnie został zastępcą szefa Oddziału 1 Zarządu Ekonomicznego (EKU) OGPU w Moskwie.
Po utworzeniu NKWD w czerwcu 1934 do września 1937 roku sprawował to samo stanowisko kolejno w Wydziale 1, Wydziale 2 oraz w Wydziale 3 Oddziału Ekonomicznego (EKO) Głównego Zarządu Bezpieczeństwa Państwowego (GUGB) przy Ludowym Komisariacie Spraw Wewnętrznych (NKWD). W międzyczasie w grudniu 1935 roku został mianowany na stopień młodszego porucznika bezpieczeństwa państwowego (co się równało ze stopniem st. porucznika w RKKA).
Oddział Ekonomiczny w strukturze NKWD od 1934 do listopada 1938 roku był odpowiedzialny za walkę z przestępstwami skierowanymi przeciwko gospodarce narodowej. Pod koniec 1938 roku EKO został rozdzielony na 3 inne oddziały i podporządkowany 1 Zarządowi NKWD, a większość jego pracowników zostało przydzielonych do Oddziału Kontrwywiadowczego (KRO).
W styczniu 1937 roku (inne źródła podają wrzesień 1937 roku) został przeniesiony do kontrwywiadu NKWD, za który odpowiedzialny był wówczas Oddział 3 KRO: Oddział Kontrwywiadowczy) Głównego Zarządu Bezpieczeństwa Państwowego NKWD. Tam służył jako oficer operacyjny w Wydziale 1 Oddziału 3. GUGB NKWD, także został mianowany do stopnia porucznika bezpieczeństwa państwowego (równego stopniu kapitana w Armii Czerwonej) i mianowany zastępcą szefa Wydziału 14 Oddziału 3. GUGB NKWD.
Po zwolnieniu ze stanowiska szefa NKWD (ludowego komisarza) N. Jeżowa i zastąpieniu go przez Ławrientija Berię w 1938 roku, na jego polecenie Wydział Śledczy NKWD którym kierował Bogdan Kobułow we wrześniu 1939 roku został zlikwidowany a na jego miejsce powołano Sekcje Śledcze przy GUGB oraz przy niektórych Głównych Zarządach NKWD. Naczelnikiem Sekcji Śledczej GUGB został st. porucznik bezpieczeństwa państwowego Wasilij Siergijenko a jego pomocnikiem Pawieł Mieszyk w stopniu kapitana bezpieczeństwa państwowego.
4 września 1939 roku, został mianowany do stopnia majora bezpieczeństwa państwowego i przeniesiony do Głównego Zarządu Ekonomicznego (GEU) NKWD na stanowisko szefa Sekcji Śledczej, a od marca 1940 do 26 lutego 1941 roku szefa Oddziału 1. Głównego Zarządu Ekonomicznego (GEU) NKWD. Po reorganizacji NKWD i utworzeniu odrębnego Komisariatu Bezpieczeństwa Państwowego (NKGB) pod koniec lutego 1941 roku, został mianowany komisarzem bezpieczeństwa państwowego na Ukrainie i miesiąc później w marcu awansowany do stopnia starszego majora bezpieczeństwa państwowego.
31 lipca zlikwidowano NKGB, a personel powrócił do NKWD. Pawieł Mieszyk powrócił do Głównego Zarządu Ekonomicznego, tym razem na stanowisko szefa GEU NKWD. Stał na czele GEU NKWD do połowy kwietnia 1943 roku, był także szefem Oddziału 7 Specjalnego NKWD którym kierował od września do listopada 1941 roku.
W 1943 scentralizowano organy odpowiedzialne za kontrwywiad wojskowy, 18 czerwca 1943 roku uchwałą Rady Komisarzy Ludowych (Rady Ministrów) ZSRR Nr 415-138ss został utworzony Główny Zarząd Kontrwywiadu (GUKR) SMIERSZ podlegający Ludowemu Komisariatowi Obrony (LKO) ZSRR.
Mieszyk został oddelegowany do kontrwywiadu wojskowego Smiersz 19 kwietnia 1943 roku, na stanowisko zastępcy szefa, którym był komisarz bezpieczeństwa państwowego 2 rangi Wiktor Abakumow. Sprawując jeszcze stanowisko szefa GEU NKWD Mieszyk został mianowany komisarzem bezpieczeństwa państwowego III rangi. Jako zastępca szefa Smiersza 26 maja 1943 roku otrzymał stopień generała porucznika.
Stanowisko z-cy szefa Smiersza pełnił do 17 grudnia 1945 roku, w międzyczasie od stycznia do lipca 1945 roku był także pełnomocnym przedstawicielem NKWD przy 1 Froncie Ukraińskim oraz od maja do sierpnia 1945 roku był doradcą administracyjnym przy Rządzie Tymczasowym Rzeczypospolitej Polskiej. Także od maja do lipca 1945 roku był zastępcą szefa ds. administracji publicznej przy 1 Froncie Ukraińskim.
Jeszcze przed zakończeniem wojny w lutym 1945 roku, Mieszyk został szefem 1 Zarządu Głównego przy Radzie Komisarzy Ludowych (od połowy 1946 roku Radzie Ministrów), stanowisko to sprawował do 16 marca 1953 roku, kiedy z polecenia Ławrientija Berii został ministrem Spraw Wewnętrznych na Ukrainie.

### Aresztowanie
Po obaleniu Berii przez jego rywali z Nikitą Chruszczowem na czele, Mieszyk jako człowiek Berii został aresztowany wraz z Siergiejem Goglidze byłym wiceministrem Bezpieczeństwa Państwowego i Spraw Wewnętrznych, Ławrientijem Canawą byłym naczelnikiem II Zarządu Głównego Ministerstwa Bezpieczeństwa Państwowego, Władimirem Diekanozowem byłym szefem wywiadu NKWD, Bogdanem Kobułowem byłym pierwszym zastępcą Berii, Wsiewołodem Mierkułowem byłym szefem NKGB oraz Lwem Włodzimirskim długoletnim szefem Służby Śledczej NKGB/MGB.
Aresztowany 30 czerwca 1953 roku w Kijowie, został przewieziony do Moskwy i w procesie skazany przez Sąd Najwyższy ZSRR na najwyższy wymiar kary, śmierć, 23 grudnia 1953 roku rozstrzelany.

## Odznaczenia i nagrody
- Order Lenina (29 października 1949)
- Order Czerwonego Sztandaru (dwukrotnie - 28 października 1943 i 31 lipca 1944)
- Order Kutuzowa I klasy (dwukrotnie - 26 marca i 29 maja 1945)
- Order Czerwonej Gwiazdy (26 kwietnia 1940)
- Order Czerwonego Sztandaru Pracy (3 czerwca 1942)
- Order „Znak Honoru” (19 grudnia 1937)
- Nagroda Stalinowska II stopnia (1951)
- Odznaka Zasłużonego Pracownika NKWD (28 maja 1941)

I 6 medali.